# 日本環境学会
日本環境学会（にほんかんきょうがっかい、英名 JAPAN ASSOCIATION ON THE ENVIRONMENTAL STUDIES）は、1975年「環境科学総合研究会」として組織され、1983年現名称へと発展させた学会。閉鎖的にならないよう、環境問題に取り組んでいる市民、自治体、小・中・高等学校、企業の人たちなどにも発表や交流の場を提供している。
事務局を大阪府大阪市住吉区杉本3-3-138大阪市立大学大学院経営学研究科田口直樹研究室に置いている。
　　

## 事業
- 年次大会の開催、機関誌の刊行、見学会・現地調査会等の開催など[1]

## 機関誌
- 『人間と環境』